# Toxorhina (Toxorhina) duyagi
Toxorhina (Toxorhina) duyagi is een tweevleugelige uit de familie steltmuggen (Limoniidae). De soort komt voor in het Oriëntaals gebied.